# كسوف الشمس 27 نوفمبر 2095
سيحدث كسوف حلقي للشمس في 28 نوفمبر 2095. يحدث كسوف الشمس هذا عندما يمر القمر بين الأرض والشمس، وبذلك يحجب صورة الشمس كليًا أو جزئيًا عن مشاهد على الأرض. يحدث الكسوف الحلقي للشمس عندما يكون القطر الظاهر للقمر أصغر من قطر الشمس، مما يحجب معظم ضوء الشمس ويتسبب في ظهور الشمس كحلقة. يظهر الكسوف الحلقي على شكل كسوف جزئي فوق منطقة من الأرض يبلغ عرضها آلاف الكيلومترات. سيغطي هذا الكسوف الحلقي الصغير 93٪ فقط من الشمس في مسار واسع جدًا، بعرض 285 كم (كحد أقصى)، وسيستمر لمدة تقدر بـ 8 دقائق و47 ثانية. وينتهي عند الساعة 00:59:44 بالتوقيت العالمي (الحد الأقصى للكسوف) خلال هذا الكسوف سيكون قطر الشمس الظاهر 0.540 درجة، وهو أكبر بنسبة 1.3٪ من المتوسط.
سيكون القمر على بعد 4 أيام فقط من الأوج، مما يجعله صغيرًا إلى حد ما. وعند الحد الأقصى للكسوف، سيكون القطر الظاهر للقمر 0.504 درجة، وهو أقل بنسبة 5.1٪ من المتوسط.

## خسوفات وكسوفات أخرى

### كسوف الشمس 2094-2098
هذا الكسوف هو جزء من دورة semester. يتكرر الكسوف في دورة semester كل 177 يومًا تقريبًا و4 ساعات في العقد المتناوبة من مدار القمر.
| 119 | June 13, 2094 [الإنجليزية] كسوف جزئي | 124 | December 7, 2094 [الإنجليزية] كسوف جزئي |
| 129 | June 2, 2095 [الإنجليزية] كسوف كلي   | 134 | كسوف الشمس 27 نوفمبر 2095 كسوف حلقي     |
| 139 | كسوف الشمس 22 مايو 2096 كسوف كلي     | 144 | كسوف الشمس 15 نوفمبر 2096 كسوف حلقي     |
| 149 | كسوف الشمس 11 مايو 2097 كسوف كلي     | 154 | كسوف الشمس 4 نوفمبر 2097 كسوف حلقي      |
|     |                                      | 164 | كسوف الشمس 24 أكتوبر 2098 كسوف جزئي     |

### ساورس 134
هذا الكسوف هو جزء من دورة ساروس 134، والتي تتكرر كل 18 عاما، 11 يومًا، وتحتوي على 71 حدثًا (كسوف وخسوف). بدأت الدورة مع الكسوف الشمسي الجزئي في 22 يونيو 1248. وتنتهي الدورة في الحدث 71 ككسوف جزئي في 6 أغسطس، 2510.
وكانت أطول مدة حدث فيها بإجمالي 1 دقيقة، 30 ثانية في 9 أكتوبر، 1428. تحدث جميع الكسوفات والخسوفات في هذه الدورة في العقدة الهابطة للقمر.
| أحداث دورة 32-48 ما بين 1801 و2100: | أحداث دورة 32-48 ما بين 1801 و2100: | أحداث دورة 32-48 ما بين 1801 و2100: |
| 32                                  | 33                                  | 34                                  |
| ----------------------------------- | ----------------------------------- | ----------------------------------- |
| June 6, 1807                        | June 16, 1825                       | June 27, 1843                       |
| 35                                  | 36                                  | 37                                  |
| July 8, 1861                        | July 19, 1879                       | July 29, 1897                       |
| 38                                  | 39                                  | 40                                  |
| August 10, 1915 [الإنجليزية]        | August 21, 1933 [الإنجليزية]        | September 1, 1951 [الإنجليزية]      |
| 41                                  | 42                                  | 43                                  |
| September 11, 1969 [الإنجليزية]     | September 23, 1987 [الإنجليزية]     | كسوف الشمس 3 أكتوبر 2005            |
| 44                                  | 45                                  | 46                                  |
| كسوف الشمس 14 أكتوبر 2023           | كسوف الشمس 25 أكتوبر 2041           | كسوف الشمس 5 نوفمبر 2059            |
| 47                                  | 48                                  |                                     |
| كسوف الشمس 15 نوفمبر 2077           | كسوف الشمس 27 نوفمبر 2095           |                                     |

## روابط خارجية
- Earth visibility chart and eclipse statistics Eclipse Predictions by Fred Espenak، ناسا/مركز غودارد لرحلات الفضاء
  - Google interactive map
  - Besselian elements